# Blue Lock
Blue Lock (japanisch ブルーロック Burū Rokku) ist eine Manga-Serie von Muneyuki Kaneshiro und Yūsuke Nomura, die seit 2018 in Japan erscheint. Sie wurde in mehrere Sprachen übersetzt und ist in die Genres Sport und Action einzuordnen. Eine Anime-Adaption der Reihe erschien im Oktober 2022.

## Inhalt
Nach dem Misserfolg bei der Weltmeisterschaft 2018 ist die japanische Fußball-Welt in Unruhe. Während alte Funktionäre wie bisher weitermachen wollen, will die junge Anri Teieri Japan zum Weltmeistertitel führen. Sie kann sich durchsetzen und stellt Jinpachi Ego als Trainer ein, der mit einem ungewöhnlichen Konzept aufwartet: Er lässt ein Trainings-Internat einrichten, an dem er 300 der besten Nachwuchsspieler ausbilden und prüfen will, bis er den besten Stürmer der Welt gefunden hat. In das „Blue Lock“ wird auch Yoichi Isagi eingeladen, obwohl er gerade erst ein Spiel verloren hat. Zwar steht er fast am Ende der Rangordnung, doch kann sich diese sehr schnell ändern. Regelmäßig werden den Sportlern von ihrem Trainer Tests gestellt, die wenig auf Teamspiel und vor allem auf die Durchsetzungsfähigkeit des Einzelnen setzen. Die Jungen werden je nach Rang besser oder schlechter behandelt und wer wegen schlechter Leistungen herausfliegt, dessen Fußballerkarriere ist beendet. So entsteht schnell ein harter Konkurrenzkampf zwischen den Sportlern und es kommt auch zu persönlichen Konflikten.

## Entstehung und Veröffentlichungen
Der Manga wurde von Muneyuki Kaneshiro geschrieben und von Yūsuke Nomura gezeichnet. Die Idee entstand aus Kaneshiros Begeisterung für Fußball – insbesondere in Deutschland und England – heraus und seinem Eindruck, dass in Japan gute Stürmer fehlten. Er sprach Nomura als einen möglichen Zeichner an, nachdem dieser gerade seine Arbeit an Dolly Kill Kill abgeschlossen hatte und der die Story interessand fand, und dieser setzte sich schließlich unter den Bewerbern durch. Die Geschichte stellt eher Genre-untypisch Egoismus in den Mittelpunkt und nicht Freundschaft und Teamgeist, da laut Kaneshiro Japaner bereits sehr gut in Zusammenarbeit sind. Er wollte über einen im positiven Sinne Egoisten erzählen, der den japanischen Fußball als Stürmer verändert. Er charakterisiert sich auch selbst als durchsetzungsstark und eher selbstbezogen, sodass ihm die Entwicklung der Charaktere in diesem Szenario leichter fiel. Für die Wettkämpfe in der Geschichte ließ er sich inspirieren vom Manga Kaiji, von Gantz und Saw. Nomura setzt die von Kaneshiro geschriebenen Szenen mit bereits vorgegebenem Paneling zeichnerisch um und entwarf auch die Charakterdesigns. Er verwendet Aufnahmen von Fußballspielen als Referenzmaterial, hält die Inszenierung aber bewusst nicht zu realistisch, sondern übertrieben.
Die Serie erscheint seit August 2018 in Einzelkapiteln im Shōnen Magazine. Dessen Verlag Kodansha bringt die Serie seit November 2018 auch in bisher 33 Sammelbänden heraus (Stand: März 2025). Vom 9. Juni 2022 bis 9. Juli 2025 erschien ein Ableger unter dem Titel Blue Lock: Episode Nagi im Bessatsu Shōnen Magazine, der von Kōta Sannomiya illustriert wird. Das Spin-off umfasst bisher sieben Bände (Stand Juni 2025). 
Auf Deutsch erscheint der Manga seit November 2021 bei Kazé bzw. Crunchyroll in bisher 23 Bänden in einer Übersetzung von Markus Lange (Stand Juli 2025). Der amerikanische Ableger von Kodansha bringt eine englische Fassung heraus, Editorial Ivréa eine spanische und Planet Manga eine italienische.

## Anime-Fernsehserie
Im August 2021 wurde für 2022 eine Adaption des Mangas als Anime angekündigt. Sie wurde bei Studio 8-Bit produziert. Regie führte Tetsuaki Watanabe und Hauptautor war Taku Kishimoto. Das Charakterdesign wurde entworfen von Kenji Tanabe und Kento Toya, die künstlerische Leitung lag bei Sawako Takagi. Die 3D-Animationen entstanden unter der Leitung von Norimitsu Hirosawa, die Tonarbeiten leitete Fumiyuki Go und für die Kameraführung war Yasuhiro Asagi verantwortlich.
Die 24 Episoden umfassende erste Staffel der Serie wurde vom 8. Oktober 2022 bis zum 26. März 2023 von TV Asahi in Japan ausgestrahlt. International erfolgt die Veröffentlichung auf der Plattform Crunchyroll, unter anderem mit deutschen und englischen Untertiteln.
Mit dem Ende der ersten Staffel wurde eine zweite Anime-Staffel angekündigt, die im Oktober 2024 starten soll. Die 14 Episoden der zweiten Staffel mit dem Titel Blue Lock vs. U-20 Japan wurden zwischen dem 6. Oktober 2024 und dem 28. Dezember 2024 bei TV Asahi in Japan ausgestrahlt, wobei die letzten beiden Episoden als Doppelfolge gezeigt wurden. Die Regie der zweiten Staffel übernahm Yūji Haibara. Außerhalb Japans wurde die zweite Staffel im Simulcast unter anderem mit deutschen und englischen Untertiteln bei Crunchyroll veröffentlicht.

### Synchronisation
| Rolle                      | japanische Stimme (Seiyū) |
| -------------------------- | ------------------------- |
| Yoichi Isagi               | Kazuki Ura                |
| Rin Itoshi                 | Kōki Uchiyama             |
| Jyubei Aryu                | Katsuyuki Konishi         |
| Aoshi Tokimitsu            | Shinnosuke Tachibana      |
| Meguru Bachira             | Tasuku Kaito              |
| Rensuke Kunigami           | Yūki Ono                  |
| Hyōma Chigiri              | Sōma Saitō                |
| Wataru Kuon                | Masatomo Nakazawa         |
| Jingo Raichi               | Yoshitsugu Matsuoka       |
| Yūdai Imamura              | Shōya Chiba               |
| Gin Gagamaru               | Shugo Nakamura            |
| Asahi Naruhaya             | Daishi Kajita             |
| Okuhito Iemon              | Ryūnosuke Watanuki        |
| Gurimu Igarashi            | Aoi Ichikawa              |
| Ryōsuke Kira               | Kenichi Suzumura          |
| Jinpachi Ego               | Hiroshi Kamiya            |
| Anri Teieri                | Eri Yukimura              |
| Shōei Barou                | Junichi Suwabe            |
| Zantetsu Tsurugi           | Kazuyuki Okitsu           |
| Ikki Niko                  | Natsuki Hanae             |
| Junichi und Keisuke Wanima | Ryōta Suzuki              |
| Sae Itoshi                 | Takahiro Sakurai          |

### Musik
Die Musik der Serie wurde komponiert von Jun Murayama. Der Vorspann wurde unterlegt mit dem Lied Chaos ga Kiwamaru (カオスが極まる) von Unison Square Garden, und das Abspannlied ist Winner von Shugo Nakamura. Das zweite Opening „Judgement“ stammt von Ash Da Hero, während das zweite Ending „Numbness like a ginger“ von Unison Square Garden ist.
In der zweiten Anime-Staffel ist das Opening Bōjaku no Charisma (傍若のカリスマ) von Unison Square Garden. Das Ending trägt den Titel One von Snow Man.

## Rezeption
Bis Oktober 2021 sind insgesamt 4,5 Millionen Exemplare gedruckt worden. 2021 wurde die Serie mit dem Kōdansha-Manga-Preis in der Kategorie „Shōnen“ ausgezeichnet. Der fünfte Band der Serie wurde für den Preis des Festival International de la Bande Dessinée d’Angoulême 2022 in der Kategorie „Kinder von 8 bis 12 Jahren“ nominiert. In Deutschland verkauften sich die Bände der Serie über 235.000 Mal.
In der Kritik bei Geek Germany wird betont, dass der Fokus der Serie auf den Egoismus der Sportler „eine recht unverbrauchte und erfrischende Idee im Genre ist“, die mit ihrem Einblick in die Psychologie der Charaktere und die immer wieder neuen, ungewöhnlichen Tests des Trainers begeistern und Spannung erzeugen könne. Dazu überzeuge die Serie mit „dynamischen und eindrucksvollen Zeichnungen mit einer durchdachten Perspektivenwahl“ und biete „Gesichtsausdrücke […], die aus einem Horrorstreifen entstammen könnten“.

## Weiteres
Die Zeichner des Mangas, Yusuke Nomura und Tsujitomo, waren am Entwurf des Nationaltrikots der japanischen Fußballnationalmannschaft für die Fußball-Weltmeisterschaft 2022 in Katar beteiligt. Die Protagonisten der Mangareihe trugen bei der Trikotvorstellung das offizielle Trikot der Nationalmannschaft.